# ザ・スパイダースの大騒動
『ザ・スパイダースの大騒動』（ざすぱいだーすのだいそうどう）は、1968年5月18日に日活で封切られたザ・スパイダースの主演映画第3作である。カラー、シネマスコープ、86分

## ストーリー
スポーツカーのモッズガールが彼らに衝突します。スパイダーはいくつかの奇妙な治療のために病院に行きます！サイケデリックスで描かれたギターとアンプを含むワイルドなコンサート映像にフラッシュ！

## スタッフ
- 企画 : 笹井英男
- 脚本 : 伊奈洸
- 監督 : 森永健次郎
- 撮影 : 松橋梅夫
- 音楽 : ムッシュかまやつ 、脇野孝司
- 美術 : 西亥一郎
- 照明 : 高島正博
- 録音 : 太田六敏
- スチール : 斎藤誠一
- 監督助手 : 飯塚二郎、伊藤亮爾
- 撮影助手 : 永塚各一郎
- 制作進行 : 兵頭淳輔
- 現像 : 東洋現像所
- 協賛 : ベアー時計バンド

## キャスト
- 田辺昭知：田辺昭知 （ザ・スパイダース）
- 堺正章：堺正章（ザ・スパイダース）
- 井上順：井上順（ザ・スパイダース）
- かまやつひろし：ムッシュかまやつ （ザ・スパイダース）
- 加藤充：加藤充 （ザ・スパイダース）
- 大野克夫：大野克夫 （ザ・スパイダース）
- 井上孝之：井上孝之 （ザ・スパイダース）
- 高村夕子：奈美悦子
- 脇田健次：川口恒
- ヨシ子：佐々木梨里
- 松代：渡辺智子
- タクシー運転手：菊田一郎
- 病院の掃除婦：由利徹
- 松尾：小柴隆
- 媒酌人：鴨田喜由
- チンドン屋：青空はるお
- チンドン屋：青空あきお
- マスター：獅子てんや
- ボーイ：瀬戸わんや
- グラマーな女：楠トシエ

## 音楽
- 主題歌
「あの時君は若かった」作詞：菅原芙美恵　作曲：かまやつひろし　歌：ザ・スパイダース

- 挿入歌
「風が泣いている」作詞・作曲：浜口庫之助　歌：ザ・スパイダース
「なればいい」作詞：オリベゆり　作曲：かまやつひろし　歌：ザ・スパイダース
「バン・バン・バン」作詞・作曲：かまやつひろし　歌：ザ・スパイダース
「僕のハートはダン!ダン!」作詞・作曲：かまやつひろし　歌：ザ・スパイダース
「いつまでもどこまでも」作詞：佐々木ひろと　作曲：かまやつひろし　歌：ザ・スパイダース
「もう一度もう一度」作詞・作曲：かまやつひろし　歌：ザ・スパイダース
「太陽の翼」作詞・作曲：利根常昭　歌：ザ・スパイダース
「夕陽が泣いている」作詞・作曲：浜口庫之助　歌：ザ・スパイダース
「愛しているから」作詞：茜礼子　作曲：島田タカホ　歌：奈美悦子